# Cynthia Cooper
Cynthia Lynne Cooper, coniugata Dyke (Chicago, 14 aprile 1963), è un'ex cestista e allenatrice di pallacanestro statunitense.
Ha giocato al college, alle Olimpiadi e in leghe professionistiche, come la Women's National Basketball Association (WNBA).

## Biografia
Anche se è nata a Chicago, nell'Illinois, è cresciuta a South Central Los Angeles, in California. Si è sposata nel 2000.

## Carriera

### Scuola e università
Ha giocato nella Locke High School prima di andare alla University of Southern California. Era una stella alla University of Southern California dove ha vinto due titoli nazionali e fu una freshman All-American nel 1982.

### In Europa
Dopo la laurea nel 1986, ha giocato per diversi anni in leghe professionistiche europee, soprattutto in Italia. Basket Parma e Sport Club Alcamo sono le sue tappe; ha giocato per due stagioni in Sicilia trascinando le alcamesi in finale di Coppa Ronchetti nel 1996. Le sue prestazioni in Europa sono state le migliori di sempre per una cestista di squadre siciliane: 37,5 punti di media, con un massimo di 56 punti in semifinale, per un totale di 12 presenze e 450 punti.
È arrivata nell'appena formata WNBA nel 1997. È stata votata WNBA's MVP della regular season nel 1997 e 1998 e a anche vinto quattro titoli WNBA con le Houston Comets. Durante la dinastia delle Comets, lei era parte vitale del terzetto d'attacco insieme a Sheryl Swoopes e Tina Thompson. Quando si è ritirata nel 2000, divenne la prima giocatrice nella storia della WNBA a segnare 2.000 punti in carriera.

### Allenatrice
Ha allenato le Phoenix Mercury per una stagione e mezzo. Ritornò a giocare nella stagione 2003, ma annunciò il suo ritiro definitivo dalla pallacanestro professionistica nel 2004. Nel maggio 2005, è stata nominata head coach della squadra femminile di pallacanestro alla Prairie View A&M University. Nel luglio 2006, durante le celebrazioni del WNBA All-Star Game 2006, è stata inserita nella WNBA All-Decade Team, cioè le dieci migliori giocatrici dei primi dieci anni della WNBA.
Si è ritirata nel 2022.

## Statistiche WNBA
- Massimo di punti: 44 vs Sacramento Monarchs (25 luglio 1997)
- Massimo di rimbalzi: 8 (5 volte)
- Massimo di assist: 10 (3 volte)
- Massimo di palle rubate: 8 vs Charlotte Sting (11 agosto 1997)
- Massimo di stoppate: 2 (5 volte)

### Regular season
| Stagione | Squadra         | Competizione    | Partite | Partite | Partite | Statistiche tiro | Statistiche tiro | Statistiche tiro | Altre statistiche | Altre statistiche | Altre statistiche | Altre statistiche | Altre statistiche |
| Stagione | Squadra         | Competizione    | Pres.   | Titol.  | Minuti  | Tiri da 2        | Tiri da 3        | Liberi           | Rimb.             | Assist            | Rubate            | Stopp.            | Punti             |
| --- | --------------- | --------------- | ------- | ------- | ------- | ---------------- | ---------------- | ---------------- | ----------------- | ----------------- | ----------------- | ----------------- | ----------------- |
| 1997 | Houston Comets  | WNBA            | 28      | 28      | 982     | 191/406          | 67/162           | 172/199          | 111               | 131               | 59                | 6                 | 621               |
| 1998 | Houston Comets  | WNBA            | 30      | 30      | 1051    | 203/455          | 64/160           | 210/246          | 110               | 131               | 48                | 11                | 680               |
| 1999 | Houston Comets  | WNBA            | 31      | 31      | 1101    | 212/458          | 58/173           | 204/229          | 87                | 162               | 43                | 11                | 686               |
| 2000 | Houston Comets  | WNBA            | 31      | 31      | 1085    | 180/392          | 43/121           | 147/168          | 85                | 156               | 39                | 6                 | 550               |
| 2003 | Houston Comets  | WNBA            | 4       | 4       | 144     | 16/38            | 7/18             | 25/28            | 10                | 22                | 4                 | 1                 | 64                |
| Totale carriera | Totale carriera | Totale carriera | 124     | 124     | 4363    | 802/1749 45,9%   | 239/634 37,7%    | 758/870 87,1%    | 403               | 602               | 193               | 35                | 2601              |
| Nota: per la NBA, la WNBA e la NCAA, la colonna "Tiri da 2" comprende la somma dei tiri dal campo (tiri da 2 + tiri da 3). |                 |                 |         |         |         |                  |                  |                  |                   |                   |                   |                   |                   |

### Play-off
| Stagione | Squadra         | Competizione    | Partite | Partite | Partite | Statistiche tiro | Statistiche tiro | Statistiche tiro | Altre statistiche | Altre statistiche | Altre statistiche | Altre statistiche | Altre statistiche |
| Stagione | Squadra         | Competizione    | Pres.   | Titol.  | Minuti  | Tiri da 2        | Tiri da 3        | Liberi           | Rimb.             | Assist            | Rubate            | Stopp.            | Punti             |
| --- | --------------- | --------------- | ------- | ------- | ------- | ---------------- | ---------------- | ---------------- | ----------------- | ----------------- | ----------------- | ----------------- | ----------------- |
| 1997 | Houston Comets  | WNBA            | 2       | 2       | 77      | 16/30            | 4/10             | 20/27            | 9                 | 9                 | 3                 | 1                 | 56                |
| 1998 | Houston Comets  | WNBA            | 5       | 5       | 198     | 42/93            | 7/28             | 38/45            | 16                | 22                | 9                 | 5                 | 129               |
| 1999 | Houston Comets  | WNBA            | 6       | 6       | 220     | 33/85            | 11/34            | 45/52            | 26                | 41                | 9                 | 6                 | 122               |
| 2000 | Houston Comets  | WNBA            | 6       | 6       | 228     | 45/119           | 11/32            | 35/39            | 15                | 22                | 9                 | 1                 | 136               |
| Totale carriera | Totale carriera | Totale carriera | 19      | 19      | 723     | 136/327 41,6%    | 33/104 31,7%     | 138/163 84,7%    | 66                | 94                | 30                | 13                | 443               |
| Nota: per la NBA, la WNBA e la NCAA, la colonna "Tiri da 2" comprende la somma dei tiri dal campo (tiri da 2 + tiri da 3). |                 |                 |         |         |         |                  |                  |                  |                   |                   |                   |                   |                   |

## Palmarès

### Club

#### Competizioni nazionali
- Campionato WNBA: 4

Houston Comets: 1997, 1998, 1999, 2000

#### Competizioni internazionali
- Coppa Ronchetti: 2

Basket Parma: 1989-1990, 1992-1993

### Individuale
- WNBA Most Valuable Player: 2

1997, 1998
- WNBA Finals Most Valuable Player: 4

1997, 1998, 1999, 2000
- All-WNBA Fist Team:

1997, 1998, 1999, 2000
- Migliore marcatrice WNBA: 3

1997, 1998, 1999
- Partecipazioni al WNBA All-Star Game: 3

1999, 2000, 2003